# 迈克拉·布莱德
迈克拉·布莱德（英語：Michaela Blyde，1995年12月29日—），新西兰女子七人制橄榄球运动员。她曾代表新西兰国家队参加2020年夏季奥林匹克运动会七人制橄榄球比赛，获得一枚金牌。